# 国民体育大会ボート競技
国民スポーツ大会ローイング競技（こくみんたいいくたいかいローイングきょうぎ）は、国民スポーツ大会実施種目のひとつである。

## 競技内容

### 種目
舵手つきフォア（成年男子）、舵手つきクォドルプル（成年女子・少年男子・少年女子）、ダブルスカル（成年男子・成年女子・少年男子・少年女子）、シングルスカル（成年男子・成年女子・少年男子・少年女子）の4種目。

### 方式
予選・準決勝・決勝の他、敗者復活戦・5～8位決定戦も行う。
予選下位は敗者復活戦を経て、その上位が5～8位決定戦に進む。

## 歴史
第1回より行われている。2022年の第77回国民体育大会まで日本語の競技名は「ボート競技」であったが、競技を統括する国際競技連盟にあたる組織であるWorld Rowing（国際ローイング連盟）が団体名と競技名を「ローイング」としており、ボートレース（競艇）との混同も避けるため、2023年1月に日本語の競技名を「ローイング」に変更し（日本ボート協会は日本ローイング協会に変更）、2024年4月発効の「競漕規則・細則」での表記も「ローイング」に変更された。このため2023年の特別国民体育大会からローイング表記に変更。